# Haskell (Arkansas)
Haskell es una ciudad en el condado de Saline, Arkansas, Estados Unidos. Para el censo de 2000 la población era de 2.645 habitantes. Es parte del área metropolitana de Little Rock-North Little Rock-Conway.

## Geografía
Haskell se localiza a 34°30′44″N 92°38′20″O / 34.51222, -92.63889. Según la Oficina del Censo de los Estados Unidos, la ciudad tiene un área de 12,1 km², de los cuales 12,0 km² corresponde a tierra y 0,1 km² a agua (0,43%).

## Demografía
Para el censo de 2000, había 2.645 personas, 724 hogares y 563 familias en la ciudad. La densidad de población era 218,6 hab/km². Había 762 viviendas para una densidad promedio de 63,7 por kilómetro cuadrado. De la población 89,07% eran blancos, 8,77% afroamericanos, 0,72% amerindios, 0,23% asiáticos, 0.19% de otras razas y 1,02% de dos o más razas. 1,36% de la población eran hispanos o latinos de cualquier raza.
Se contaron 724 hogares, de los cuales 42,8% tenían niños menores de 18 años, 60,2% eran parejas casadas viviendo juntos, 12,8% tenían una mujer como cabeza del hogar sin marido presente y 22,2% eran hogares no familiares. 18,4% de los hogares eran un solo miembro y 6,8% tenían alguien mayor de 65 años viviendo solo. La cantidad de miembros promedio por hogar era de 2,66 y el tamaño promedio de familia era de 3,03.
En la ciudad la población está distribuida en 21,8% menores de 18 años, 8,5% entre 18 y 24, 36,4% entre 25 y 44, 20,9% entre 45 y 64 y 12,4% tenían 65 o más años. La edad media fue 36 años. Por cada 100 mujeres había 126,5 varones. Por cada 100 mujeres mayores de 18 años había 131,7 varones.
El ingreso medio para un hogar en la ciudad fue de $33.583 y el ingreso medio para una familia $38.438. Los hombres tuvieron un ingreso promedio de $28.547 contra $21.346 de las mujeres. El ingreso per cápita de la ciudad fue de $13.692. Cerca de 12,7% de las familias y 22,1% de la población estaban por debajo de la línea de pobreza, 18,0% de los cuales eran menores de 18 años y 16,3% mayores de 65.